# Sweet and Tender Hooligan
Sweet and Tender Hooligan är en singel av och med The Smiths. Den gavs ut 1995 av Reprise Records.

## Låtlista
1. "Sweet and Tender Hooligan"
  - Skriven av Morrissey och Marr, producerad av John Porter.
2. "I Keep Mine Hidden"
  - Skriven av Morrissey och Marr, producerad av Grant Showbiz.
3. "Work Is a Four-Letter Word"
  - Skriven av Woolfenden och D. Black, producerad av Grant Showbiz, mixad av Stephen Steet.
4. "What's the World" (live, inspelade av Grant Showbiz i Glasgow, september 1985)
  - Skriven av J. Glennie, P. Gillbertson, G. Whelan och T. Booth.